# لئونور لاوساس
لئونور لاوساس (انگلیسی: Leonor Llausás; ۳ اوت ۱۹۲۹ – ۱۳ فوریهٔ ۲۰۰۳) بازیگر اهل مکزیک بود.